# Ensenada de Tuja
La Ensenada de Tuja, también conocida como Punta de Tuja, es una playa ubicado en la falda norte del parque nacional Henri Pittier del municipio Santiago Mariño, estado Aragua, Venezuela. Se asienta en una bahía de corta extensión, con bajo oleaje por lo que presenta aguas cristalinas y fauna marina. Está ubicada a 35 km de Maracay, la manera de llegar a esta playa es por vía marítima contratando una lancha que parta desde el malecón de Choroní.
Es poco usado para turismo en comparación con playas vecinas, pero ha sido usado para la práctica de snorkel y buceo, surf de pala y kayak. La ensenada tiene arena fina y posee un oleaje tranquilo la mayoría del tiempo; sin embargo, hay ocasiones en las que las condiciones son aptas para realizar surfing de tabla corta y/o tabla larga (longboard), con olas de buen recorrido y fuerza moderada. En sus aguas desemboca un río que viene de las montañas del Henri Pittier, con senderos que llevan hasta pozos de agua y hacia un tobogán natural.

## Población
La comunidad de Tuja es el extremo más nordeste del municipio, haciendo límite con el municipio Tovar. El poblado de Tuja cuenta con una escuela, dos canchas de bolas criollas,[cita requerida] una cantina frente al mar, un restaurante y dos posadas. 

## Servicios
Tuja cuenta con pocos servicios. Hay una posada pequeña y muy sencilla con precios asequibles. Esta playa no cuenta con servicios de comida al público recomendables. Solo hay un señor que ofrece venta de almuerzos, alias come bollo, quien no es recomendado por tener mala higiene en la preparación de sus comidas y por ser poco cordial con muchos de los turistas, tratando mal a muchos de ellos. Por ello, de preferencia deben llevar todo lo que deseen consumir en este hermoso lugar.
- Datos: Q28502891